# إيملي كينغسلي
إيملي كينغسلي (بالإنجليزية: Emily Kingsley)‏ هي كاتبة للأطفال وكاتِبة أمريكية، ولدت في 28 فبراير 1940.

## وصلات خارجية
- إيملي كينغسلي على موقع IMDb (الإنجليزية)
- إيملي كينغسلي على موقع قاعدة بيانات الفيلم (الإنجليزية)